# Dendroscansor decurvirostris
Dendroscansor decurvirostris – wymarły gatunek ptaka z rodziny barglików (Acanthisittidae), endemicznego dla Wyspy Południowej Nowej Zelandii. Jedyny przedstawiciel rodzaju Dendroscansor.
D. decurvirostris był drobnym ptakiem z silnymi nogami, delikatnymi skrzydłami oraz zredukowanym mostkiem. Redukcja kości skrzydeł była tak duża, że D. decurvirostris nie potrafił latać, podobnie jak łazik południowy. Szacuje się, że ważył około 29 g, niemal dwukrotnie więcej niż największe żyjące obecnie nowozelandzkie bargliki, lecz znacznie mniej niż wymarły Pachyplichas yaldwyni, który mógł osiągać ponad 50 g masy. Bardzo długi i zagięty dziób D. decurvirostris był cechą odróżniającą go od innych barglików.
Ten gatunek jest znany ze skamieniałości odkrytych na czterech stanowiskach na Wyspie Południowej – holotypem jest niekompletny szkielet odkryty w 1986 roku w jaskini Moonsilver, skatalogowany jako NMNZ S27775. Liczy on prawdopodobnie około 10–15 tysięcy lat. Jest najrzadziej odnajdywanym kopalnym barglikiem na Nowej Zelandii; przypuszczalnie (gdy jeszcze istniał) był najrzadszym gatunkiem tej rodziny. Prawdopodobnie występował w górskich obszarach (jak żyjący współcześnie łazik skalny), na co wskazuje miejsce znalezienia skamieniałości.
Millener i Worthy sugerują, że prawdopodobnie żył głównie na drzewach, gdzie badał szczeliny w korze, podobnie jak czynią to m.in. tęgostery, garncarzowate, pełzaczowate czy korołazy.
D. decurvirostris wymarł przed przybyciem europejskich kolonistów i odkrywców na Nową Zelandię. Jest prawdopodobnie jedną z pierwszych ofiar introdukcji szczura polinezyjskiego. Jak wiele nowozelandzkich gatunków nie potrafił sobie poradzić z zagrożeniem, jakim były nowe drapieżniki.